# (8131) Scanlon
(8131) Scanlon – planetoida z pasa głównego asteroid okrążająca Słońce w ciągu 4 lat i 41 dni w średniej odległości 2,57 au. Została odkryta 27 września 1976 roku. Przed nadaniem nazwy planetoida nosiła oznaczenie tymczasowe (8131) 1976 SC.